# Centrale thermique de Savannah
Pour les articles homonymes, voir Savannah.
La centrale thermique de Savannah est une centrale thermique de l'île Maurice, à Maurice. Mise en service en 2006, elle fonctionne avec de la bagasse et du charbon et est exploitée par la Compagnie Thermique de Savannah, détenue à 25 % par l'entreprise française Séchilienne-Sidec.